# Mary Anning

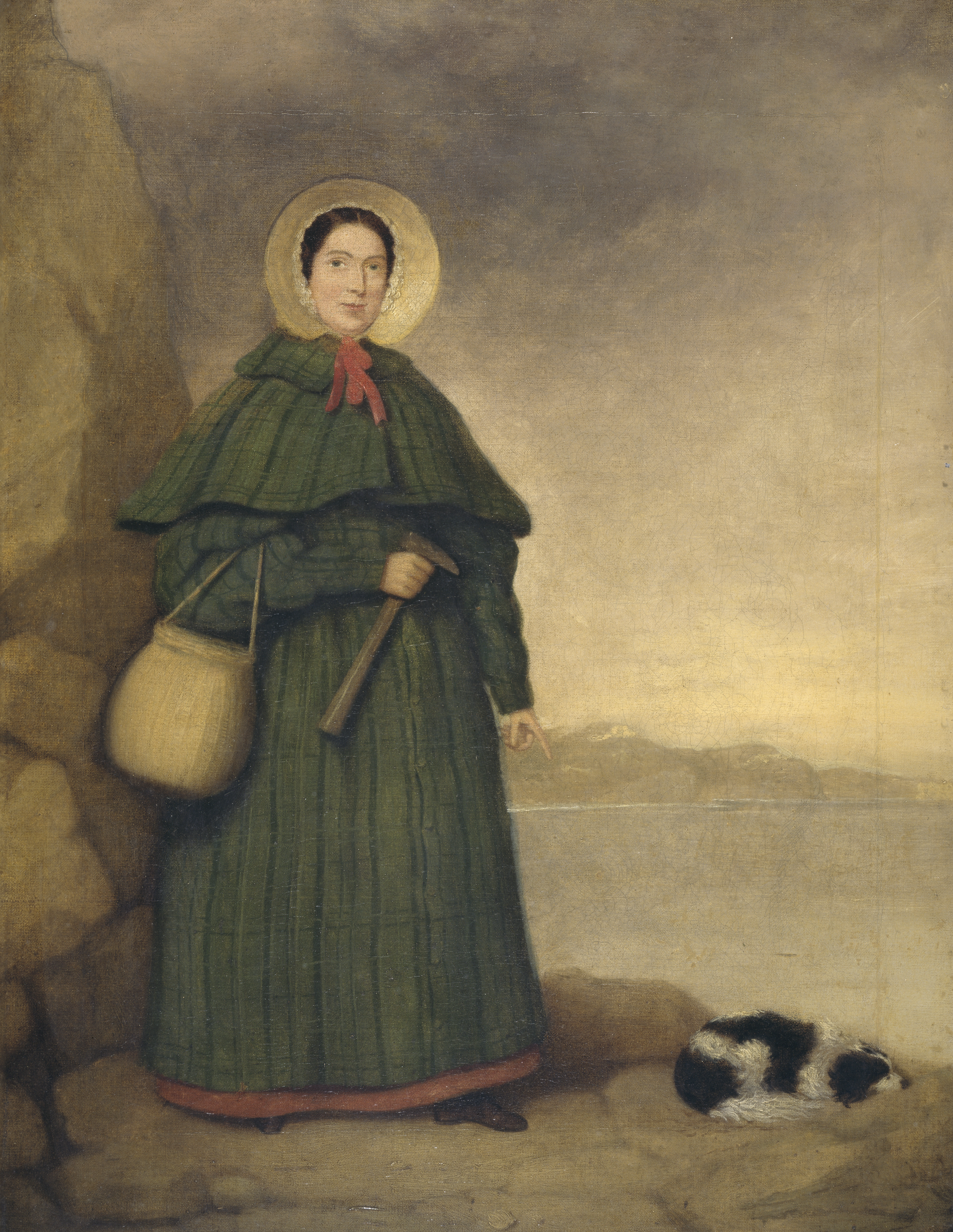
Mary Anning ließ ihren Hund an den Fundstellen zurück, während sie Hilfe für den Abtransport der Fossilien holte

Mary Anning (* 21. Mai 1799 in Lyme Regis; † 9. März 1847 ebenda) war eine britische Fossiliensammlerin. Sie war eine der ersten professionellen Sammlerinnen von Fossilien und wird damit als eine der ersten Paläontologinnen betrachtet.

## Leben und Wirken
Mary Anning wurde in dem an der südlichen englischen Küste gelegenen Dorf Lyme Regis in Dorset geboren. Mary war eines von zehn Kindern, von denen nur sie und ihr Bruder Joseph das Kindesalter überlebten. Sie wurde nach ihrer ältesten Schwester benannt, die bereits Mary geheißen hatte und im Alter von vier Jahren verstorben war.
Ihr wird nachgesagt, schon im Alter von 15 Monaten als ungewöhnlich aufgefallen zu sein: Als im Jahr 1800 mitten im Dorf ein Blitz einschlug, der vier Frauen traf, war sie die einzige Überlebende. Mary konnte auch dem Ertrinken entkommen, was John Kenyon bereits zu ihren Lebzeiten zu folgendem Gedicht inspirierte:
Thee Mary! first 'twas lightning struck,

And then a water-vat half drowned;

But I can t think 'twas mere blind luck

Twice left for dead – twice brought thee round.

No! Fortune in her prescient mood,

I must believe, e'en then was planning

To fabricate a something good

Of Thee, the twice saved Mary Anning.
(To Mary Anning)
In einer Fußnote erwähnt Kenyon, ihre Genesung nach dem Blitzeinschlag sei langwierig verlaufen, und bei einer der vom Blitz erschlagenen drei Frauen habe es sich um ihr Kindermädchen gehandelt.
Mary Annings Vater Richard war Tischler, der sein Einkommen dadurch aufbesserte, dass er an den Klippen in der Nähe von Lyme Regis Fossilien suchte, die er dann an Touristen verkaufte. Als er 1810 an Tuberkulose starb, blieb die Familie ohne Ernährer zurück und Mary und ihr Bruder Joseph fingen an, in großem Stil nach Fossilien zu suchen, mit deren Verkauf sie das Familieneinkommen aufbesserten.
Mary Anning freundete sich früh mit Elizabeth Philpot an. Trotz fast zwanzig Jahren Altersunterschied und der Tatsache, dass Anning einer ärmeren Gesellschaftsschicht entstammte, während Philpot aus dem begüterten Mittelstand kam, wurden die beiden fast täglich beim gemeinsamen Fossiliensammeln gesehen. Philpot ermunterte Anning, geologische Schriften zu lesen und so die wissenschaftlichen Fakten hinter den Fossilien, die sie gesammelt und verkauft hatte, zu verstehen.
Das Sammeln von Fossilien war im späten 18. und frühen 19. Jahrhundert in Mode gekommen. Anfangs nicht mehr als ein Hobby, erkannte man allmählich die Bedeutung von Fossilien für Geologie und Biologie. Auch wenn Anning das Sammeln lediglich begann, um ihren Lebensunterhalt zu verdienen, hatte sie bald Verbindungen zu den Geologen und Biologen ihrer Zeit. Der erste Anlass war die Entdeckung des Skeletts eines Ichthyosaurus, eines Fischsauriers, wenige Monate nach dem Tod ihres Vaters. Ihr Bruder hatte ein Jahr zuvor einen Schädel entdeckt, der aussah wie der eines großen Krokodils. Der Rest des Skeletts konnte anfangs nicht gefunden werden, bis Mary Anning nach einem Sturm, der Teile der Klippe wegriss, den Rest des Körpers fand. Dies war das erste komplette Skelett eines Ichthyosaurus, das man bis zu diesem Zeitpunkt gefunden hatte. Teile von Skeletten waren zuvor schon gefunden und die Art war anhand von Fragmenten, die man in Wales entdeckt hatte, schon 1699 beschrieben worden. Der wichtige Fund eines kompletten Skeletts fand Eingang in die Transactions of the Royal Society. Mary Anning war zu diesem Zeitpunkt zwölf Jahre alt.
Mit zunehmender Bekanntheit fiel sie Thomas Birch auf, einem wohlhabenden Fossiliensammler. Von der Armut Marys und ihrer Familie berührt, verkaufte er seine eigene Fossiliensammlung für 400 Britische Pfund, die an die Familie Anning gingen. Mit einem nun etwas gesicherten (wenn auch immer noch sehr geringen) finanziellen Rückhalt setzte Mary Anning ihre Suche nach Fossilien fort, auch nachdem ihr Bruder Arbeit als Polsterer gefunden hatte.

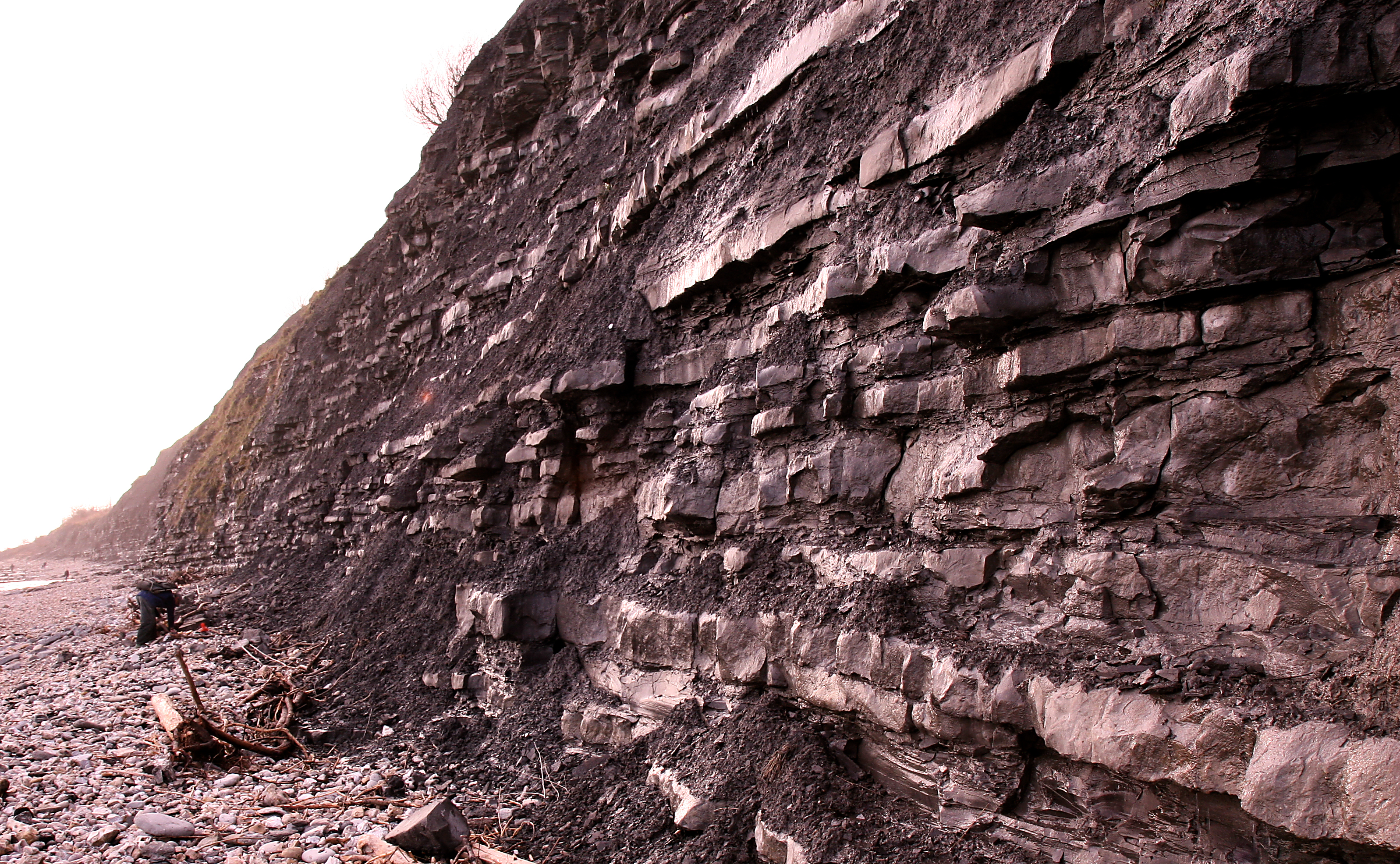
An den Klippen bei Lyme Regis machte Mary Anning ihre bedeutenden Fossilienfunde

Ihr nächster großer Fossilienfund war der eines Plesiosaurus dolichodeirus im Jahre 1821, der erste, der von dieser Gattung gefunden wurde und der in seiner Qualität bis heute nicht übertroffen wurde. Er wurde von dem Paläontologen und Geologen William Daniel Conybeare wissenschaftlich beschrieben. 1828 fand sie als dritten großen Fund den ersten Flugsaurier außerhalb Deutschlands, von William Buckland 1829 als Pterodactylus macronyx beschrieben. Richard Owen stellte die Art später in die neue Gattung Dimorphodon. Gideon Mantell hielt seine bereits 1827 beschriebenen Flugsaurierfossilien für die Reste eines Vogels.
1825 begleitete Anning Charlotte Hugonin, die Frau des Paläontologen Roderick Murchison, auf ihren Sammeltouren.
Anning starb im Alter von 47 Jahren an Brustkrebs. Als ihre Erkrankung bekannt wurde, sammelte 1846 die Geological Society of London Geld für sie. Im Juli 1846, einige Monate vor ihrem Tod, wurde sie zum ersten Ehrenmitglied des neuen Dorset Country Museum ernannt.

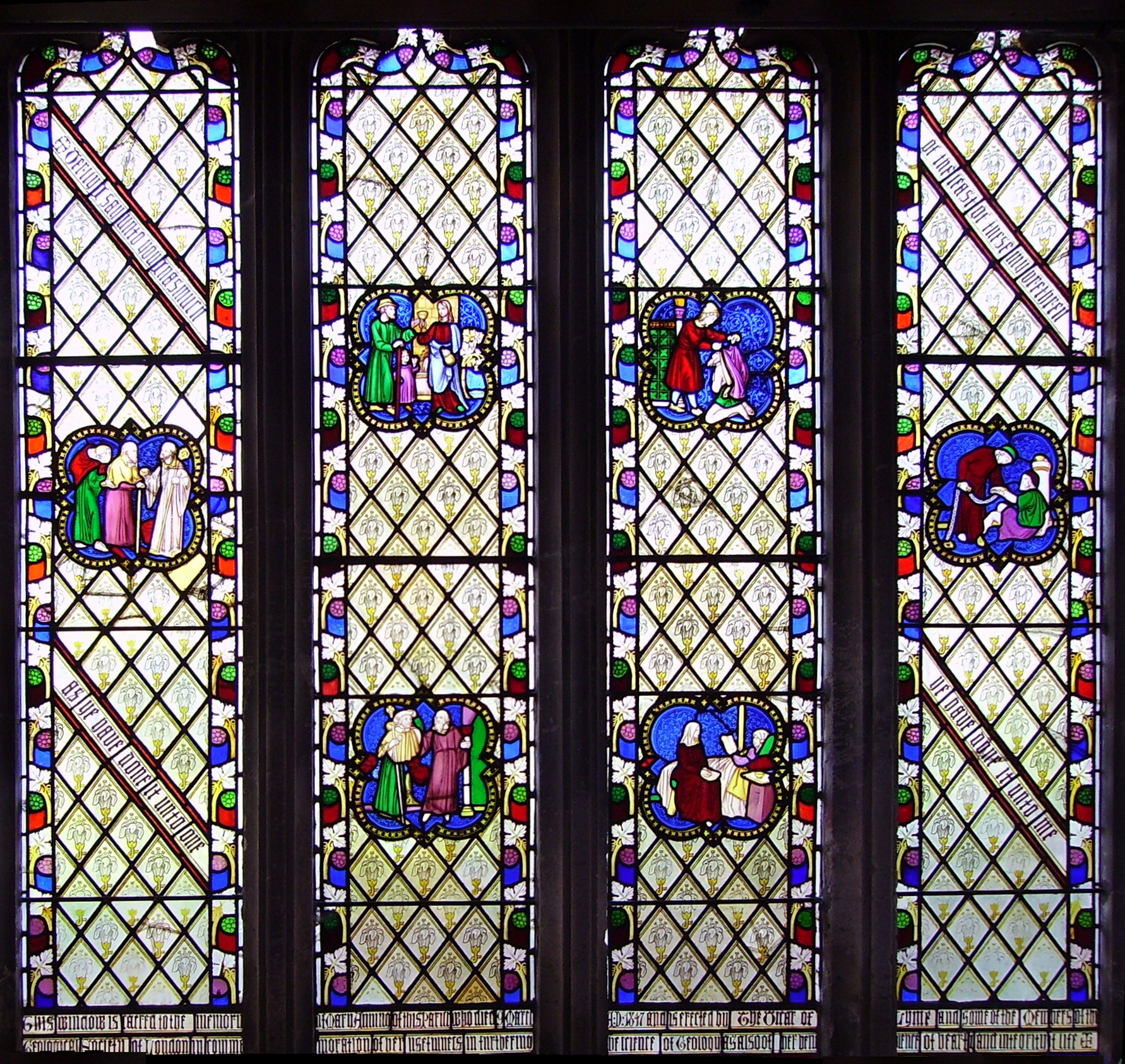
Kirchenfenster zur Erinnerung an Mary Anning

Zu ihren Ehren erhielt die Kirche von Lyme Regis ein Bleiglasfenster, das am unteren Rand folgende Inschrift trägt:

“This window is sacred to the memory of Mary Anning, of this parish, who died March 9, 1847, and is erected by the Vicar of Lyme and some of the members of the Geological Society of London, in commemoration of her usefulness in furthering the science of geology, as also of her benevolence of heart and integrity of life.”

„Dieses Fenster ist dem Andenken an Mary Anning gewidmet, die aus dieser Pfarrei stammt und am 9. März 1847 gestorben ist. Es wurde vom Pfarrer von Lyme und einigen Mitgliedern der Geological Society of London errichtet, zur Erinnerung sowohl an ihre fruchtbaren Beiträge zur Förderung der Geologie als auch an die Güte ihres Herzens und an ihren integren Lebenswandel.“

## Bedeutung
Mit diesen drei bedeutenden Funden fand Mary Anning ihren Platz in der Paläontologie. Ihre Leistung bestand nicht nur in ihrer außergewöhnlichen Begabung, Fossilien aufzufinden, sondern auch in der Sorgfalt und Geduld, mit der sie diese ausgrub. An der Ausgrabung des Plesiosaurus arbeitete sie zehn Jahre lang ohne Unterstützung von außen und mit einfachstem Werkzeug. Darüber hinaus war sie – die niemals eine wissenschaftliche Ausbildung irgendeiner Art genoss – sowohl in der Lage, ihre Funde kompetent zu zeichnen als auch sie treffend zu beschreiben.

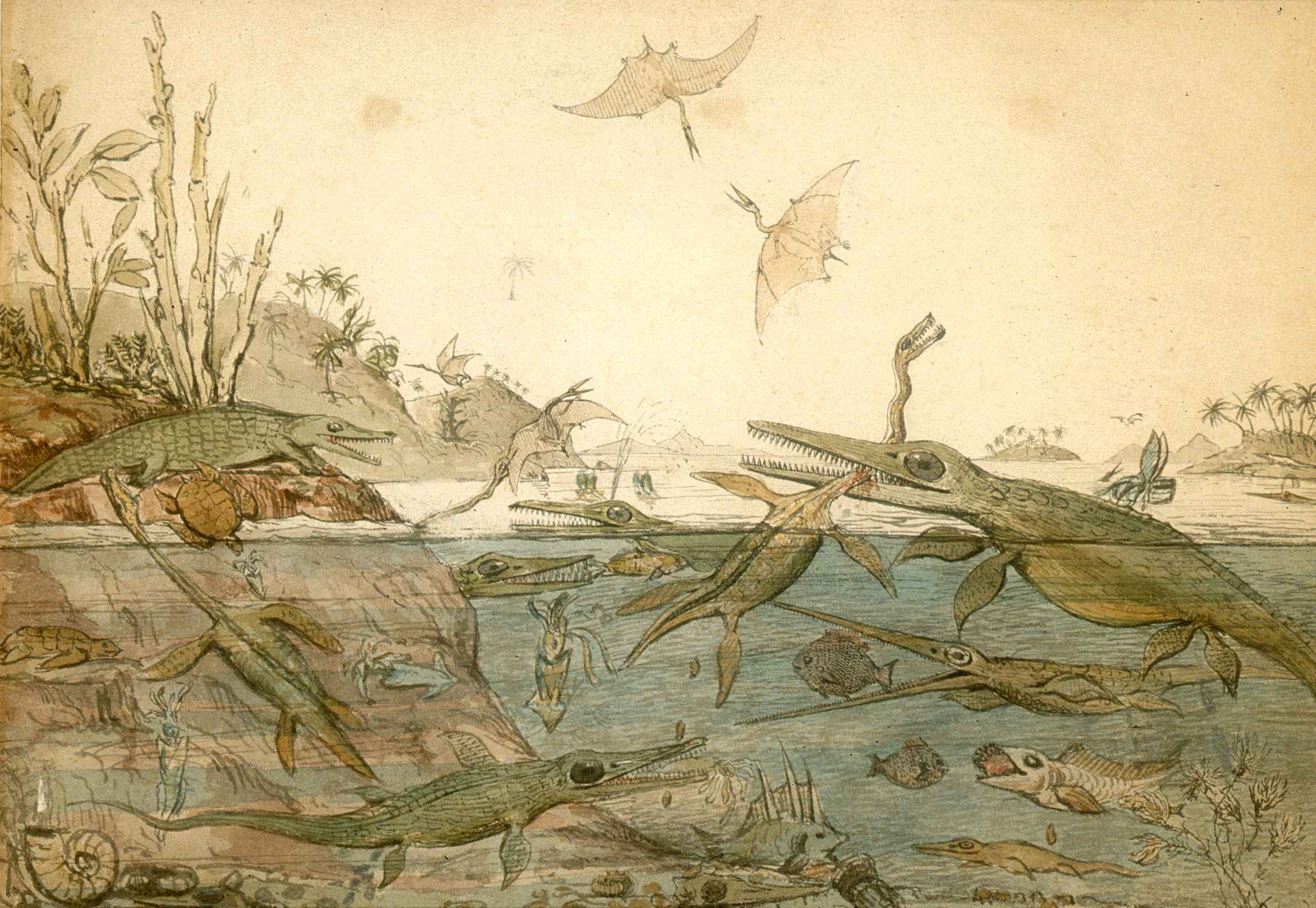
Das 1830 von Henry Thomas de la Bèche gemalte Aquarell Duria Antiquior („Vorzeitliches Dorset“) ist der früheste Versuch einer Rekonstruktion von ausgestorbenen Lebewesen in ihrer Umwelt. Der an seinem langen Hals erkennbare Plesiosaurus, der Ichthyosaurus sowie die Flugsaurier darüber gehen auf Annings Funde zurück. Mit dem Erlös aus dem Verkauf von Kopien dieses Bildes unterstützte de la Bèche Mary Anning finanziell.

Anning suchte ihr gesamtes Leben nach Fossilien und trug mit ihren Funden wesentlich zur Entwicklung der frühen Paläontologie bei. Als Enddreißigerin erhielt sie eine jährliche Pension der British Association for the Advancement of Science als Dank für ihre Leistungen.
Annings Funde waren wichtige Belege für das Aussterben von Tierarten. Bis zu ihrer Zeit wurde allgemein angenommen, dass Tierarten nicht aussterben; jeder merkwürdige Fund wurde als ein Tier erklärt, das noch irgendwo in einem unentdeckten Teil der Erde lebe. Die bizarre Natur der Fossilien, die Anning fand, unterlief dieses Argument und unterstützte die umstrittene These Georges Cuviers, dass es sich dabei um ausgestorbene Arten handelte. Dies bereitete den Weg für das Verständnis des Lebens in früheren geologischen Zeitaltern.
Die Küste, an der Mary Anning ihre Funde machte, ist heute eine der berühmtesten Fundstellen für Saurierfossilien weltweit. Die ältesten Schichten der Küste stammen aus der Trias und können auf ein Alter von ca. 250 Millionen Jahren datiert werden, die jüngsten Schichten stammen aus dem Ende der Kreidezeit – somit decken sie einen Großteil des Erdmittelalters, einer von Sauriern dominierten Erdepoche, ab. Sie wird allgemein Jurassic Coast genannt und gehört zum Weltkulturerbe der UNESCO.
Mary Anning selbst geriet nach ihrem Tod in Vergessenheit, wurde in den letzten Jahrzehnten jedoch als eine der wichtigsten und außergewöhnlichsten Figuren der frühen Paläontologie wiederentdeckt.

## Auszeichnungen und Ehrungen
- Im Jahr 1991 wurde eine Ansammlung von flachen Vulkanen auf der nördlichen Hemisphäre des Planeten Venus nach ihr benannt: Anning Paterae.[14]
- Am 4. Mai 1999 wurde ein Asteroid nach ihr benannt: (3919) Maryanning.[15]
- Nach ihr sind unter anderem folgende Taxa benannt:
  - Acrodus anningiae[8]
  - Belenostomus anningiae
  - Cytherelloidea anningi
  - Anningia
  - Anningella
  - Anningasaura[16]
  - Ichthyosaurus anningae[17]
- 2020 wurde sie in dem britischen Spielfilm Ammonite von Francis Lee durch Kate Winslet porträtiert.

## Trivia
- Es wird allgemein angenommen, dass der alte englische Zungenbrecher She sells sea shells by the sea shore vom englischen Schriftsteller Terry Sullivan stammt und auf der Geschichte von Mary Anning basiert.[11][8]
- In jüngerer Zeit war sie auch Gegenstand des Lieds Do You Know Mary Anning? der Gruppe Artichoke.[18]
- Im Roman Die Geliebte des französischen Leutnants kritisiert John Fowles, dass während ihres Lebens kein einziger britischer Paläontologe eine Art nach ihr benannte.[9]
- Tracy Chevalier veröffentlichte im Jahr 2009 den Roman Zwei bemerkenswerte Frauen, in dem die Lebensgeschichte von Elizabeth Philpot und Mary Anning als Grundlage eines fiktiven Liebesromans dient.[19] 2010 hat eine australische Filmproduktion sich das Recht an der Verfilmung des Buches gesichert.[20]